# Pfarrkirche Allentsteig

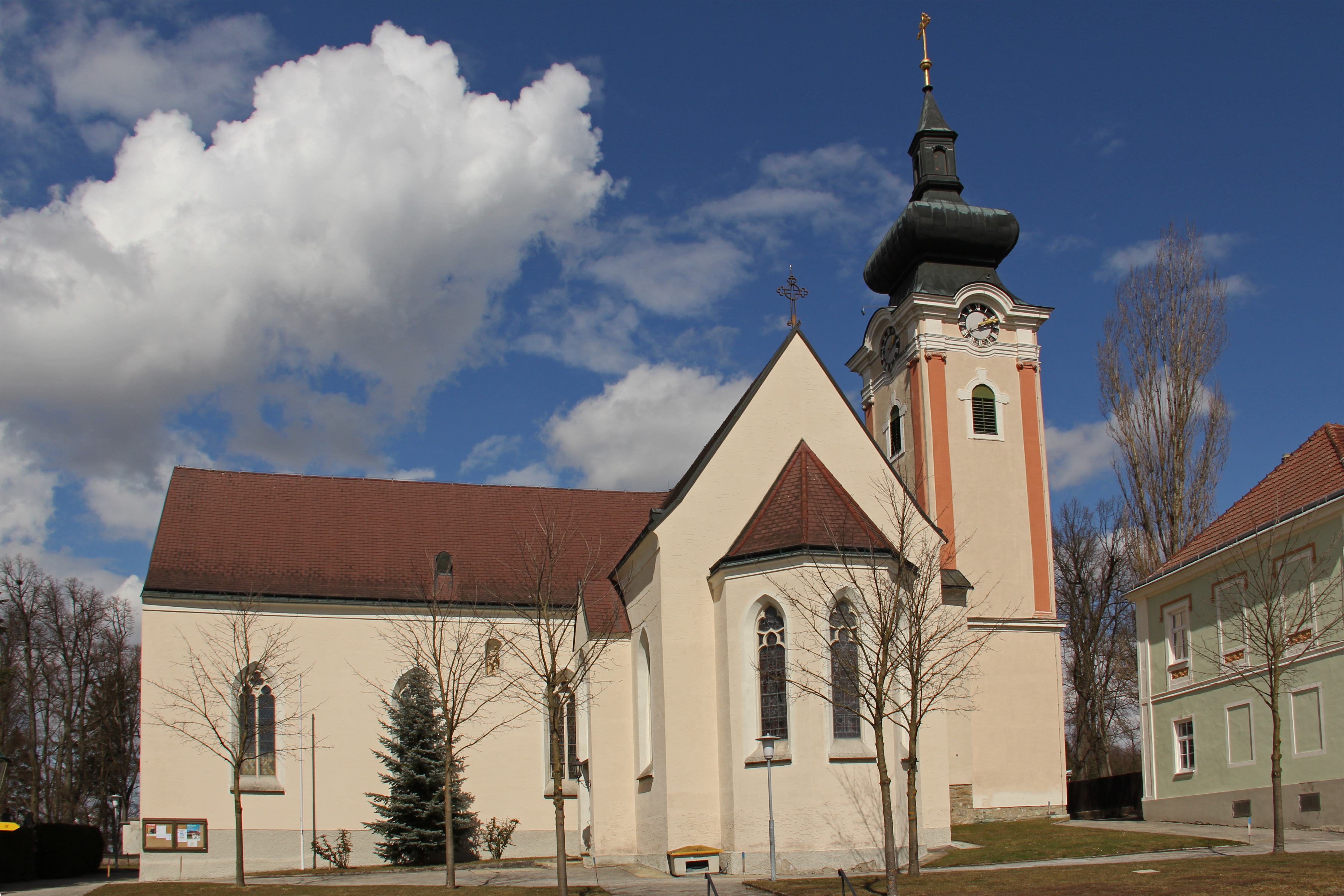
Katholische Pfarrkirche hl. Ulrich in Allentsteig

Die Pfarrkirche Allentsteig steht durch einen Burggraben getrennt gegenüber dem Schloss Allentsteig in der Stadtgemeinde Allentsteig im Bezirk Zwettl in Niederösterreich. Die auf das Patrozinium Ulrich von Augsburg geweihte römisch-katholische Pfarrkirche gehört zum Dekanat Waidhofen an der Thaya in der Diözese St. Pölten. Die Kirche steht unter Denkmalschutz (Listeneintrag).

## Geschichte
Urkundlich wurde 1132 mit der Trennung von der Pfarre Altpölla eine Pfarre genannt.
Die anfänglich romanische Chorturmkirche wurde durch Zubauten mehrfach erweitert. 1904 erfolgte eine Regotisierung.

## Architektur
Über dem Spitzbogenportal in der schlichten Westfront befinden sich eine Nische mit einer Figur des Kirchenpatrons und eingemauerte Wappenschilder. Das mächtige Langhaus mit Rechteckchor ist von zweigeteilten, neugotischen Maßwerkfenstern durchbrochen. Der 1678 im Osten angebaute und 1765/67 nach einem Brand erneuerte, zweigeschoßige, pilastergegliederte Turm wird von einem Zwiebelhelm bekrönt. Im Süden liegt eine neugotische Herz-Jesu-Kapelle von 1904 mit einem kleinen, fünfseitigen Chor und im Norden ein barocker, lisenengegliederter Kapellenanbau. Die eine zweigeschoßige Sakristei geht auf den Anfang des 20. Jahrhunderts zurück. An der Westseite der Kirche ist eine frühgotische Grabplatte mit Ritzkreuz aus dem ersten Viertel des 14. Jahrhunderts, eine Grabplatte von Siegmund und Elisabeth Hager und ein barocker Grabstein erhalten. Das Innere des Langhauses mit Kreuzrippengewölben auf flachen Wandvorlagen ist im Kern romanisch.

## Ausstattung
Der Hochaltar mit einer neuen Mensa trägt ein barockes Kruzifix, flankiert mit den Figuren Ulrich und Ernst. Die Orgel aus 1882 von Johann M. Kauffmann mit 16 Registern wurde 1964 von Wilhelm Zika umgebaut.